# James Henry Gorst
Pour les articles homonymes, voir Gorst.
James Henry Gorst (12 août 1922-15 décembre 2020) est un homme politique canadien de la Colombie-Britannique. Il est député provincial néo-démocrate de la circonscription britanno-colombienne de Esquimalt de 1972 à 1975.